# Bush (Louisiana)
Bush ist ein Ort im Nordosten der St. Tammany Parish im US-Bundesstaat Louisiana.

## Geografie
Bush liegt südlich des Ortes Sun. Zwischen Sun und Bush verläuft der Fluss Bogue Falaya, der hier die Inseln Coopers Island und Holdens Island bildet und nordöstlich von Bush in den Tchefuncte mündet.

## Religion
Es bestehen vor Ort mehrere Kirchen, dazu gehören die evangelisch-methodistische Bush Church, die baptistische Sharp’s Chapel Church Of God, die baptistische Hebron Church, die baptistische Jerusalem Church, die pfingstkirchliche Victory Faith Unitedpentecostal Church und die  mormonische Fifthward Faithway Landmark.

## Bildung
An Bildungseinrichtungen bestehen eine Kinderkrippe, die Fifth Ward Junior High School mit 548 Schülern und 40 Lehrern als Zweigstelle der High School in Marksville sowie eine Zweigstelle der Christ Episcopal School in Covington. Zudem besteht eine Zweigstelle der St. Tammany Parish Library.

## Verkehr
Der Louisiana Highway 21 führt von Norden von Sun kommend nach Südwesten Richtung Waldheim und Covington. Der Highway 41 zweigt in Bush vom Highway 21 ab und führt nach Südosten Richtung Talisheek. Der von Westen kommende Highway 40 kreuzt den Highway 21 und mündet kurz darauf in den Highway 41 ein. Die Eisenbahnstrecke der Illinois Central Railroad verläuft in Nord-Süd-Richtung durch den Ort. Neben der Bahnstrecke befindet sich eine Landebahn für Flugzeuge.